# Hvem holder masken?
Hvem holder masken? var en dansk underholdningsprogram og sangkonkurrence, der blev sendt på TV 2 i 2021 og 2022. Programmet er den danske udgave af det sydkoreanske tv-program og sangkonkurrence, Miseuteori Eumaksyo Bongmyeon-gawang (engelsk: King of Mask Singer) og er en del af den internationale The Masked Singer-franchise, hvor kendte personligheder fuldt udklædt i kostumer synger sange, mens deres identitet holdes skjult. I programmet forsøger et panel at gætte sig frem til identiteten på de optrædende figurer ved hjælp fra hints, som figurerne giver i løbet af udsendelserne. Det danske panel bestod af Sofie Jo Kaufmanas, Peter Frödin, Mille Dinesen og Frederik Cilius, som sammen med publikum stemte på den bedste optræden i hver udsendelse, hvor den figur med færrest stemmer blev sendt ud af programmet og skulle tage sin maske af og dermed afsløre sin identitet. Programmet havde premiere i Danmark den 6. november 2021, og sæson 2 havde premiere den 22. april 2022. Programmets vært var Ibi Støving.
Programmets sæson 2 fik lavere seertal end forventet og i maj 2023 offentliggjorde programmets vært, at programmet ikke ville blive genoptaget for en 3. sæson.

## Sæson 1 (2021)
| Navn               | Kostume   | Tjekket ind | Tjekket ud | Erhverv                      | Grund til exit                         |
| ------------------ | --------- | ----------- | ---------- | ---------------------------- | -------------------------------------- |
| Silas Holst        | Æggemad   | Ep 2        | Finalen    | Danser                       | Vinder                                 |
| Thomas Buttenschøn | Monster   | Ep 1        | Finalen    | Sanger                       | Fik andenflest stemmer i finalen       |
| Szhirley           | Ananas    | Ep 1        | Finalen    | Sangerinde                   | Fik færrest stemmer i finalen          |
| Jens Werner        | Skelet    | Ep 1        | Ep 7       | Dommer i Vild med Dans       | Stemt ud i 7. liveshow - 4. plads      |
| Lars Christiansen  | Bulldog   | Ep 2        | Ep 6       | Tidligere håndboldspiller    | Stemt ud i 6. liveshow - 5. plads      |
| Nicolaj Kopernikus | Søstjerne | Ep 2        | Ep 5       | Skuespiller                  | Tabte duel til Skelet - 6. plads       |
| Jeanette Ottesen   | Rose      | Ep 2        | Ep 4       | Tidligere elitesvømmer       | Tabte duel til Søstjerne - 7. plads    |
| Hanne Boel         | Dådyr     | Ep 1        | Ep 3       | Sangerinde                   | Tabte duel til Skelet - 8. plads       |
| Jesper Binzer      | Svane     | Ep 2        | Ep 2       | Musiker og forsanger i D.A.D | Stemt ud i andet liveshow - 9. plads   |
| Jimmy Jørgensen    | Robot     | Ep 1        | Ep 1       | Skuespiller, sanger          | Stemt ud i første liveshow - 10. plads |

## Sæson 2 (2022)
Panelet bestod igen af Sofie Jo Kaufmanas, Peter Frödin, Mille Dinesen og Frederik Cilius. Grundet egne optrædener medvirkede Cilius ikke i alle programmer og følgende medvirkede i enkelte programmer som gæstedommere;  Lise Baastrup (episode 2), Nicolaj Kopernikus (episode 4),  Silas Holst (episode 6) og Anders Lund Madsen (episode 7).
I denne sæson fik detektiverne et trofæ, hvis de gættede sangeren. 
| Navn                 | Kostume     | Tjekket ind | Tjekket ud | Erhverv              | Grund til exit                     |
| -------------------- | ----------- | ----------- | ---------- | -------------------- | ---------------------------------- |
| Pelle Emil Hebsgaard | Ræv         | Ep 2        | Ep 8       | Musicalperformer     | Vandt face-off mod Kost            |
| Lise Baastrup        | Kost        | Ep 1        | Ep 8       | Skuespiller          | Tabte face-off til Ræv             |
| Barbara Moleko       | Frø         | Ep 1        | Ep 8       | Sangerinde           | Fik færrest points i afstemningen. |
| Stine Bramsen        | Alien       | Ep 2        | Ep 7       | Sangerinde           | Tabte i face-off til Frø           |
| Anders Lund Madsen   | Panda       | Ep 2        | Ep 6       | Journalist, tv-vært  | Tabte i face-off til Kost          |
| Sarah Grünewald      | Citron      | Ep 1        | Ep 6       | Skuespiller, Tv-vært | Tabte i face-off til Ræv           |
| Jesper Nøddesbo      | Rødkælk     | Ep 1        | Ep 5       | Håndboldspiller      | Tabte i face-off til Frø           |
| Jimilian             | Paddehat    | Ep 2        | Ep 5       | Sanger               | Tabte i face-off til Alien         |
| Mille Gori           | Torsk       | Ep 2        | Ep 4       | Entertainer          | Stemt ud i fjerde liveshow.        |
| Umut Sakarya         | Vandrepokal | Ep 1        | Ep 3       | Kok                  | Stemt ud i tredje liveshow.        |
| Oliver Bjerrehuus    | Softice     | Ep 2        | Ep 2       | Model                | Tabte til Panda i face-off.        |
| Sofie Lassen-Kahlke  | Kronhjort   | Ep 1        | Ep 1       | Skuespiller          | Tabte til Citron i face-off.       |